# الوادي الأخير (فلم)
الوادي الأخير هو فيلم دراما تاريخي من إخراج حيمس كلافلJames Klavell.تجري أحداثه خلال حرب الثلاثين عام التي حدثت في أوروبا بين 1618 - 1648. حيث يتقابل مقاتل طيب القلب (ميخائيل كائين (Michael Caine)) مع معلم (عمر الشريف)خلال الحرب بالصدفة في وادٍ فيحاولون فيه مع أهله العيش بشكل محايد وبسلام بالرغم الحرب الدائرة. الفيلم مقتبس من رواية بالعنوان نفسه ل ج.ب. بيك صدرت عام 1959.

## روابط خارجية
- مقالات تستعمل روابط فنية بلا صلة مع ويكي بيانات